# Analiză media
Analiza media studiază eficiența cu care mediile publicitare se impun atenției consumatorilor.